# Laona
Laona is een geslacht van weekdieren uit de klasse van de Gastropoda (slakken).

## Soorten
- Laona alternans (van der Linden, 1995)
- Laona californica (Willett, 1944)
- Laona chilla (Er. Marcus & Ev. Marcus, 1969)
- Laona condensa (van der Linden, 1995)
- Laona finmarchica (M. Sars, 1859)
- Laona nanseni Malaquias, Ohnheiser, Oskars & Willassen, 2016
- Laona pruinosa (W. Clark, 1827)
- Laona quadrata (S. Wood, 1839)
- Laona thurmanni (Ev. Marcus & Er. Marcus, 1969)